# Ширяево (Одесская область)
Ширя́ево (укр. Ширяєве) — поселок городского типа, административный центр Ширяевского района Одесской области Украины.

## История
Первое упоминание о Ширяево (с. Степановка) было в 1795 году. В этом году была проведена ревизия, по которой в деревне насчитывалось 36 дворов и 289 жителей. Установлено, что Ширяево было основано в конце 18 века выходцами из Болгарии, а также крепостными крестьянами, сбежавшими из северных регионов Российской империи. Через село проходил Чумацкий шлях, соединявший Одессу с Подольем, Волынью, Балтой. Это дало толчок развитию торговли и ремесленничества.
В первой половине XIX века Ширяево было отнесено к разряду поселений Тираспольского уезда. Становится волостным центром, строится православная церковь, еврейский молитвенный дом, почтовая станция, церковно-приходская школа, фельдшерский пункт, несколько каменных домов торговцев и богатых ремесленников, 8 торговых лавок, корчма, винный погреб, трактир.
В городке проживало 70 % украинцев, 20 % евреев, остальные — русские, немцы и поляки. Все земли стали собственностью царского двора. Часть земель раздавалось или продавалась. Формально крестьяне считались свободными, но фактично зависели от царского двора. Часть населения составляли чиншевики. Это были вольные поселенцы, которые за плату (чинуш) (8-12 руб.) имели право на покупку участка земли для сооружения жилья. Преимущественно это были землянки без двора и земельного участка. В них жили чиншевики и десятники. Городок славился землепашеством, торговлей, занимало одно из первых мест в Херсонской губернии. Большие базары собирались в городке каждую неделю, небольшие — каждый день.
Согласно архивным документам, первым крупным приватным землевладельцем в с. Степановке упоминается помещица Анастасия Степановна Чернолуцкая — дочка царского придворного лакея Степана Ширяя. Кроме земель и имущества своего отца (8500 десятин земли) ей было ещё подарено 10 тысяч десятин казначейских земель вместе с крестьянами с. Степановки самим Александром ІІ. Дворянка Чернолуцкая и её муж (отставной генерал) не жили в с. Степановке. Их жизнь проходила в городе Одесса. Крестьяне Степановки никогда не видели генерала. Только одна Анастасия Степановна со своим маленьким сыном Сергеем приезжала в поместье. После реформы 1861 года помещица Чернолуцкая была вынуждена отпустить своих крепостных крестьян и выделить по 2 десятины на душу. За это, дарованные земли были названы в её честь и в честь её сестры — Анастасиевка и Ульяновка. В 1880 году помещица Чернолуцкая умирает и земли, вместе со Степановкой, переходят в наследство её сыну Сергею Ширяю — ротмистру Императорской гвардии, который приезжал из Петербурга только летом. Имением руководил управитель Михаил (в честь него названо с. Михайловка). В один из первых визитов в Степановку он решил увековечить своё имя и переименовал её в Ширяево.
Согласно статистике в 1880 году в городке было 117 хозяев, которые занимались земледелием, 8 хозяев земледелием и ремесленичеством, 27 — ремеслом и промыслом, 32 — торговлей. Степановка была разделена на 3 части: 1 — торговый городок с усадьбой; 2 — село Ульяновка; 3 — село Анастасиевка (Магала); Волость занимала площадь 230,90 кв. верст. В населённых пунктах насчитывалось 717 дворов. На один двор приходилось 5,1 чел., а на 1 кв. версту 18 человек. По образованию: с высшим — 13 человек, с средним специальным — 6 человек, с начальным — 90 человек, без образования — 3980 человек. Состав по вероисповеданию: православных — 3721 человек, католиков — 12 человек, лютеран — 32 человека, раскольников — 10 человек, иудеев −303 человека. Национальный состав: украинцев — 70 %, русских — 4 %, немцев −3 %, поляков — 3 %, евреев — 20 %.
XX век.1923 год март — состоялась административная реформа в регионе. Были отменены старые названия и введены новые. Бывшая Степановская волость была поделена на три сельских совета: Ульяновский, Ширяевский и Михайловский.
1924 год — Демидовский район перевели в городок Петроверовку, куди присоединили несколько сельских советов: Чуйковский (с. Александровка), Григорьевский, Марьяновский, Михайловский, Ширяевский, Ульяновский, Осиновский.
В 1924—1928 годах была проведена коллективизация. В 1930 году создается МТС как государственное предприятие в помощь сельским хозяйствам.
Весной 1932 года был создан в Ширяево колхоз «Украина», в состав которого вошли 4 местных хозяйства. Возглавлял хозяйство в те годы Андрей Пазиченко.
20 февраля 1935 года в Ширяево создается административный районный центр. В экономическом отношении район был сельскохозяйственный. 96 % площадей были использованы в сельском хозяйстве, из которых 74 % вспаханные, где выращивались в основному озимые сорта пшеницы. Средняя урожайность зерновых в те годы достигала 16-20 ц/га. Второй важной отраслью района было животноводство, где на 100 га сельских угодий составляло 12-13 голов крупного рогатого скота мясного и молочного производства. В те годы было 4 семилетних школы, 16 начальных школ, 1 больница, 4 медпункта, 17 клубов, 36 библиотек.
Летом 1935 года были созданы райпотребсоюз, автопарк, редакция газеты «Колгоспна правда» (с 1945 року газету переименовано на «Проминь»), районное отделение банка и сельхозбанк, районный суд, прокуратура, сберкасса.
Во время Великой Отечественной войны из жителей района в войне взяли участие 13018 человек. 2 года и 9 месяцев район был оккупирован немецко-фашистскими и румыно-боярскими войсками. Район был освобожден от немецко-фашистских оккупантов со 2 по 4 апреля 1944 года. Не вернулись домой с фронта 4225 человек. 9 воинам присвоено звание Героя Советского Союза, один человек — полный кавалер орденов Славы, более 2 тысяч солдат было награждено боевыми орденами и медалями, среди них 196 ширяевцев.
В 1959 году, после ликвидации Петроверовского района, в состав Ширяевского района были включены сёла Маркевичево, Новоелизаветовка, Новопетровка, Катерино-Платоновка, Жовтень и ближайшие села. Однако в январе 1963 года район был ликвидирован и Ширяево отошло к Ананьевскому району. В 1965 году Ширяево опять райцентр, с этого же года оно стало относиться к разряду посёлков городского типа.
В 1978 году здесь действовали комбикормовый завод и инкубаторно-птицеводческая станция.
Летом 2005 года находившаяся здесь межхозяйственная строительная организация была признана банкротом и началась процедура её ликвидации.
| 1959 | 1970 | 1979 | 1989 | 1992 | 1998 | 2001 | 2003 | 2004 | 2005 | 2006 | 2007 | 2008 | 2009 | 2010 | 2011 | 2012 | 2013 | 2014 | 2015 |
| ---- | ---- | ---- | ---- | ---- | ---- | ---- | ---- | ---- | ---- | ---- | ---- | ---- | ---- | ---- | ---- | ---- | ---- | ---- | ---- |
| 5368 | 6294 | 7812 | 7698 | 7700 | 7500 | 7289 | 7189 | 7118 | 7068 | 6974 | 6946 | 6927 | 6862 | 6801 | 6839 | 6860 | 6890 | 6807 | 6766 |

## Транспорт
- находится в 32 км от ж.-д. станции Затишье[4] Одесской железной дороги

## Галерея

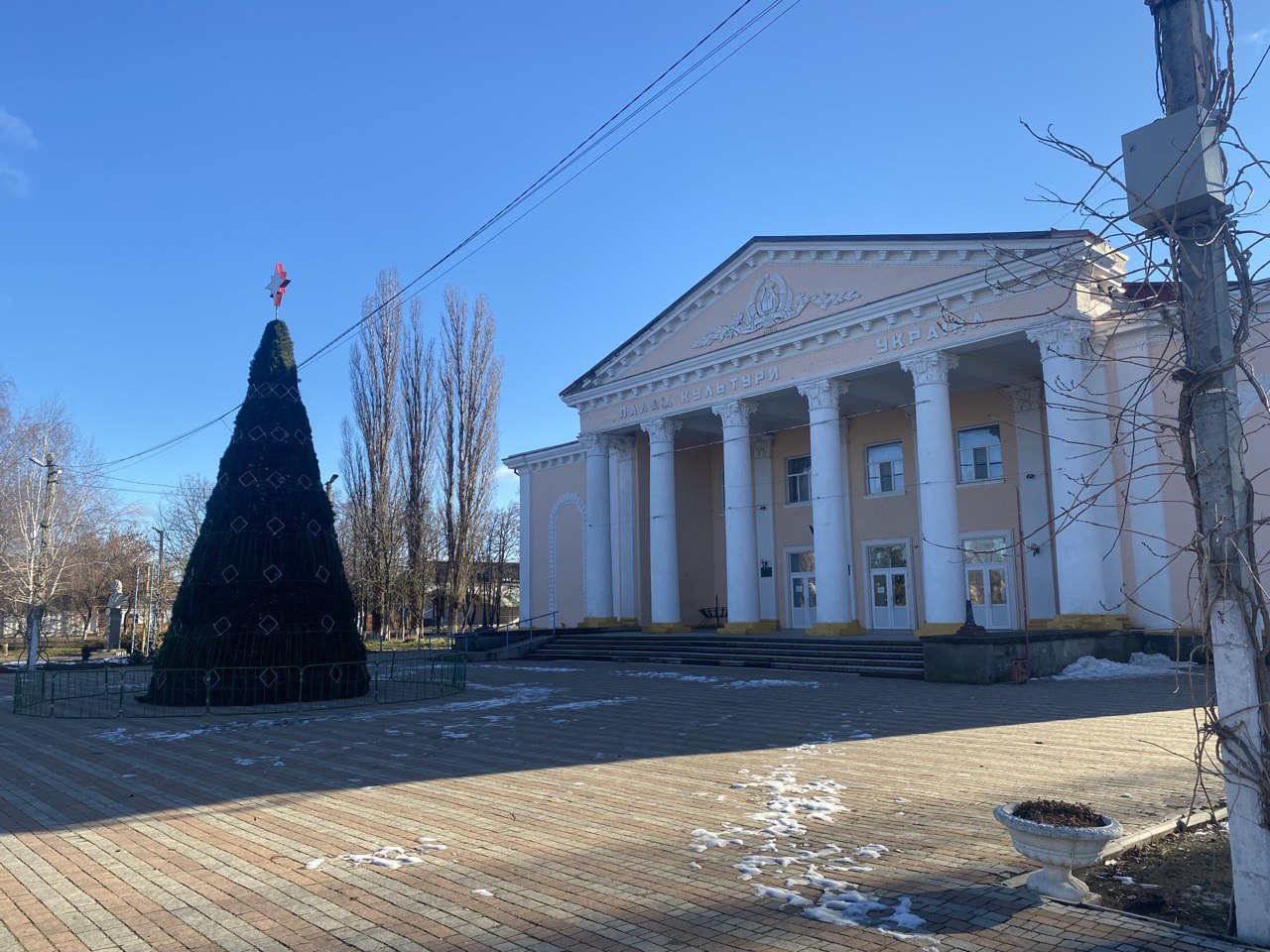
Дворец культуры в Ширяево

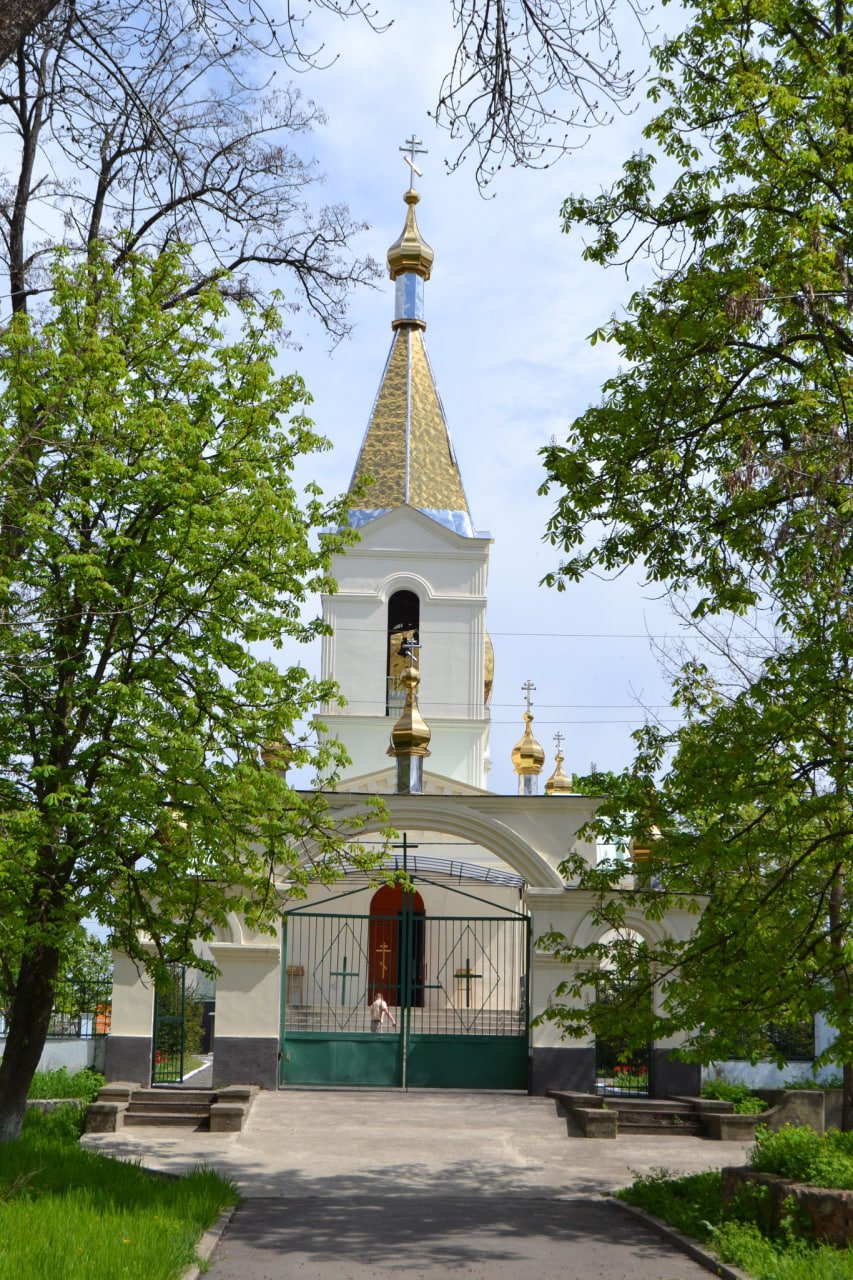

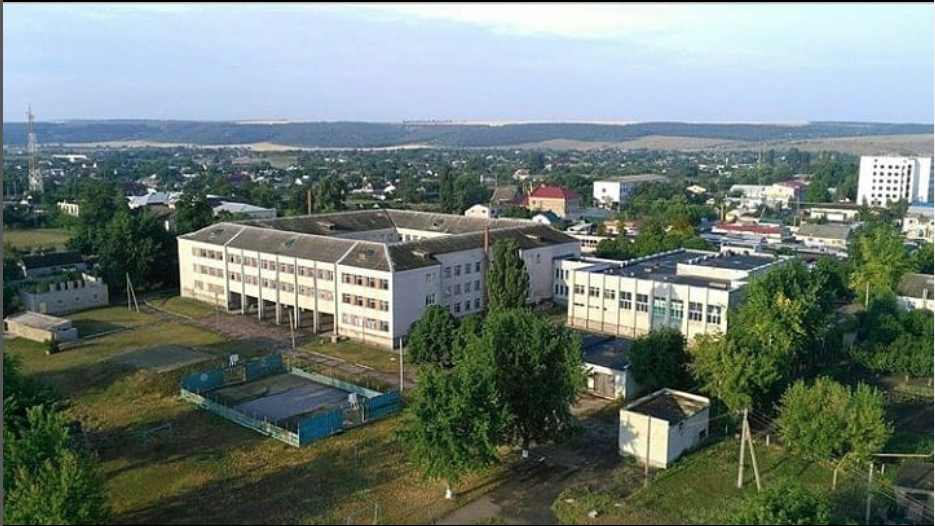
Вид на Ширяево